# Vera West
Vera West est une créatrice américaine de costumes pour le cinéma, née le 26 juin 1898 à New York et morte le 29 juin 1947 à Los Angeles. Elle a travaillé pour la compagnie Universal Pictures.

## Filmographie partielle

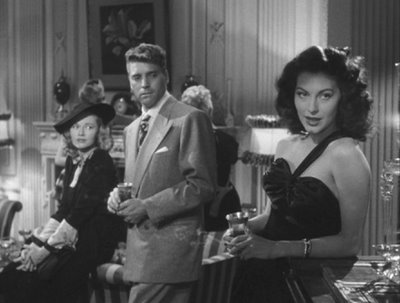
Virginia Christine, Burt Lancaster et Ava Gardner dans Les Tueurs (1946).

### Années 1930
- 1928 : L'Homme qui rit (The Man Who Laughs) de Paul Leni
- 1932 : The King Murder de Richard Thorpe
- 1932 : Midnight Lady de Richard Thorpe
- 1932 : Mis à l'épreuve (Probation), de Richard Thorpe
- 1932 : Histoire d'un amour (Back Street) de John M. Stahl
- 1932 : Slightly Married de Richard Thorpe
- 1933 : Forgotten de Richard Thorpe
- 1934 : Audaces féminines (Cheating Cheaters), de Richard Thorpe
- 1934 : Strange Wives de Richard Thorpe
- 1934 : City Park de Richard Thorpe
- 1933 : Les femmes ont besoin d'amour (Ladies Must Love) d'Ewald André Dupont
- 1935 : Le Secret magnifique (Magnificent Obsession) de John M. Stahl
- 1935 : La Bonne Fée (The Good Fairy) de William Wyler
- 1935 : Diamond Jim de A. Edward Sutherland
- 1936 : Show Boat de James Whale
- 1936 : Épreuves (Next Time We Love) d'Edward H. Griffith
- 1936 : Pepper de James Tinling
- 1937 : Deanna et ses boys (One Hundred Men and a Girl) d'Henry Koster
- 1938 : Swing That Cheer de Harold D. Schuster
- 1938 : La Coqueluche de Paris (The Rage of Paris) d'Henry Koster
- 1938 : Cet âge ingrat (That Certain Age) d'Edward Ludwig
- 1939 : La Maison de l'épouvante (The House of Fear) de Joe May
- 1939 : La Tour de Londres (Tower of London) de Rowland V. Lee
- 1939 : Femme ou Démon (Destry Rides Again) de George Marshall
- 1939 : Le Fils de Frankenstein (Son of Frankenstein) de Rowland V. Lee
- 1939 : Veillée d'amour (When Tomorrow Comes) de John M. Stahl
- 1939 : Les Petites Pestes (The Under-Pup) de Richard Wallace

### Années 1940
- 1940 : Margie de Otis Garrett et Paul Gerard Smith
- 1940 : Mon petit poussin chéri (My Little Chickadee) d'Edward F. Cline
- 1940 : La Main de la momie (The Mummy's Hand) de Christy Cabanne
- 1940 : Sur la piste des vigilants (Trail of the Vigilantes) d'Allan Dwan
- 1940 : Oh ! Johnny mon amour ! (Oh Johnny, How You Can Love) de Charles Lamont
- 1941 : Le Loup-garou (The Lone Wolf) de George Waggner
- 1941 : Le Chat noir (The Black Cat) d'Albert S. Rogell
- 1941 : L'Échappé de la chaise électrique (Man Made Monster) de George Waggner
- 1941 : Une épouse modèle (Model Wife) de Leigh Jason
- 1941 : Histoire inachevée (Unfinished business) de Gregory La Cava
- 1941 : Une femme à poigne (The Lady from Cheyenne) de Frank Lloyd
- 1941 : Ève a commencé (Its Started With Eve) de Henry Koster
- 1941 : L'Île de l'épouvante (Horror Island) de George Waggner
- 1941 : Au sud de Tahiti (South of Tahiti) de George Waggner
- 1942 : La Fièvre de l'or noir (Pittsburgh) de Lewis Seiler
- 1942 : Frankenstein rencontre le loup-garou (Frankenstein Meets the Wolf Man) de Roy William Neill
- 1942 : Broadway, de William A. Seiter
- 1942 : Les Écumeurs (The Spoilers) de Ray Enright
- 1942 : Les Mille et Une Nuits (Arabian Nights) de John Rawlins
- 1942 : Clair de lune à La Havane (Moonlight in Havana), d'Anthony Mann
- 1943 : Rencontre à Londres (Two Tickets to London) d'Edwin L. Marin
- 1943 : Obsessions (Flesh and Fantasy) de Julien Duvivier
- 1943 : Toute seule (All by Myself) de Felix E. Feist
- 1943 : L'Ombre d'un doute (Shadow of a Doubt) d'Alfred Hitchcock
- 1943 : Monsieur Swing (Mister Big) de Charles Lamont
- 1943 : Le Fils de Dracula de Robert Siodmak
- 1944 : Chasseurs de fantômes (Ghost Catchers) d'Edward F. Cline
- 1944 : L'Imposteur (The Impostor - Strange Confession) de Julien Duvivier
- 1944 : Les Flirts des Corrigans (Chip Off the Old Block)
- 1944 : Hollywood Parade d'A. Edward Sutherland (robes)
- 1944 : Et voilà la vie (This Is the Life) de Felix E. Feist
- 1944 : La Femme aux araignées (Spider Woman) de Roy William Neill
- 1944 : Le Signe du cobra (Cobra Woman) de Robert Siodmak
- 1944 : La Maison de Frankenstein (House of Frankenstein) d'Erle C. Kenton
- 1944 : Escadrille de femmes (Ladies Courageous) de John Rawlins
- 1944 : Ali Baba et les Quarante Voleurs (Ali Baba and the Forty Thieves) d'Arthur Lubin
- 1944 : Le Joyeux Trio Monahan (The Merry Monahans) de Charles Lamont
- 1944 : Meurtre dans la chambre bleue (Murder in the Blue Room) de Leslie Goodwins
- 1945 : Les Amours de Salomé (Salome Where She Danced) de Charles Lamont
- 1945 : Penny cherche un père (That Night with You) de William A. Seiter
- 1945 : La Maison de Dracula (House of Dracula) de Erle C. Kenton
- 1946 : L'Ange noir (Black Angel) de Roy William Neill
- 1946 : Night in Paradise d'Arthur Lubin
- 1946 : La Clef (Dressed to Kill) de Roy William Neill
- 1946 : Les Tueurs (The Killers) de Robert Siodmak
- 1946 : L'Impératrice magnifique (Magnificent Doll) de Frank Borzage